# Чорна металургія Гватемали
Чорна металургія Гватемали — галузь обробної промисловості Гватемали. Основу галузі становить виплавка сталі з металобрухту, що переважно є імпортним. За обсягами виплавки сталі Гватемала посідає 54 місце у світі.

## Історія
У 1961 році у Гватемалі у муніципалітеті Мікско, розташованому біля столиці країни, став до ладу трубопрокатний завод компанії «AG Intupersa» (Industria de Tubos y Perfiles, S.A.), побудований за участі американської компанії «U.S. Steel». Наприкінці 1965 року у місті Гватемала став до ладу прокатний завод компанії «Galvanizadora Centro Americana S. A.». Продуктивність заводу становила 1000 т оцинкованого листа на місяць, або 12000 т на рік. Був побудований за фінансової і технічної підтримки японських і американської фірм. Вартість будівництва становила 1,5 млн доларів США. У 1970-х роках Компанія «Aseros Suares» мала невеличкий прокатний завод продуктивністю 30000 т сортового прокату. Заводи країни виплавляли сталь у електродугових печах з місцевого або довізного металобрухту.:189, 231

## Сировинна база
Залізні руди, що представлені оксидами заліза, видобуваються у незначній кількості у невеличких копальнях і використовується не для одержання заліза, а як добавка на підприємствах з виробництва цементу у Гватемалі і сусідньому Сальвадорі. Поклади оксидів заліза, що використовуються в такий спосіб, розташовані біля міста Чикімула, найбільшого міста на сході Гватемали, біля кордону із Сальвадором. Частково були досліджені пісковики на тихоокеанському узбережжі Гватемали, що містять магнетит і титан.:135

## Сучасний стан
Вся сталь, що виплавляється у Гватемалі, є продуктом переплавки металобрухту, переважно імпортного.:135 Окрім металобрухту, у Гватемалу імпортується готова продукція чорної металургії, якої у 2021 році було довезено на суму 1,32 млрд доларів США.
| Вид продукції                                                                           | 2005   | 2006  | 2007   | 2008  | 2009  |
| --------------------------------------------------------------------------------------- | ------ | ----- | ------ | ----- | ----- |
| Залізні руди1                                                                           | 11,268 | 7,341 | 31,006 | 0,452 | 5,463 |
| Сталь                                                                                   | 207    | 292   | 349    | 250   | 224   |
| 1. Видобуті залізні руди використовуються переважно як добавки при виробництві цементу. |        |       |        |       |       |

## Компанії і підприємства чорної металургії

### Сталева корпорація Гватемали
14°34′37.6″ пн. ш. 90°31′22.5″ зх. д. / 14.577111° пн. ш. 90.522917° зх. д.
Сталева корпорація Гватемали (ісп. Corporación Aceros de Guatemala), штаб-квартира якої розташована у столиці країни — місті Гватемала, є провідною чорнометалургійною компанією країни. Вона була заснована у 1963 році під назвою «Aceros de Guatemala» і випускала невеличкі металеві вироби, зокрема цвяхи. Згодом вона розширила виробництво. У 1970-х роках побудувала стан німецького виробництва для прокатки катанки, побудувала нові електродугові печі продуктивністю 1000 т сталі на місяць. У 1991 році побудувала невеличкий металургійний завод у місті Масагва. Компанія володіє трубопрокатним заводом у муніципалітеті Мікско, що біля столиці країни, який вона придбала у 1987 році у компанії «AG Intupersa» (заснована у 1961 році) з метою розширення обсягів виробництва. Наразі (2022) завод має 4 виробничих лінії, продуктивність заводу 50000 т оцинкованих і неоцинкованих труб та металопрокату на рік. Продукція постачається як на внутрішній ринок, так і у країни Центральної Америки. На заводі працюють 220 осіб. Загалом корпорація володіє кількома фірмами і заводами, і виробляє трубопрокат, сортовий прокат, зокрема дріт, круглий прокат, кутник, цвяхи, колючий дріт, сітку тощо.

## Виноски
1. 1 2   Intupersa. www.corporacionag.com. Процитовано 5 травня 2022. (ісп.)
2. ↑   Minerals Yearbook 1965. Volume 4. Washington, Bureau of Mines. 1967. P. 102. (англ.)
3. ↑  The iron and steel industry of developing countries of Laton America, Africa, The Middle East, and Asia [Архівовано 2022-05-21 у Wayback Machine.]. UNIDO, 25 may 1971. (англ.)
4. 1 2 3   The mineral industry of Guatemala. // Central America Mineral Industry Handbook Volume 1 Strategic Information and Mining Laws. IBP, Inc., 2016. P. 135. ISBN 978-1-4387-0817-1 (англ.)
5. ↑   Guatemala Imports of Iron and steel. tradingeconomics.com. Trading Economics. Процитовано 5 травня 2022. (англ.)
6. ↑   Historia. www.corporacionag.com. Corporación Aceros de Guatemala. Процитовано 5 травня 2022. (англ.)

| Прапор Гватемали | Це незавершена стаття про Гватемалу. Ви можете допомогти проєкту, виправивши або дописавши її. |